# Иди на жизнь (пісня)
«Иди на жизнь »  — пісня української співачки Тіни Кароль. Як  сингл випущений 21 листопада 2019 року. Входить до альбому  "Найти своих".

## Опис
"Иди на жизнь" - це життєствердний маніфест Тіни Кароль. Нову пісню співачка називає доленосною, покликаною вселити віру і надію в серця її прихильників.
"Усередині кожного з нас є маленька дитина, голос якої потрібно і важливо чути протягом усього життя. Хто ж пророкує нам долю? Ніхто, доля всередині нас! Ми самі собі компас і путівник, потрібно тільки правильно і щиро робити свій вибір впродовж життя! Нехай моя пісня допоможе зазирнути в свою душу і почути голос своєї внутрішньої дитини. Довіртеся їй, вона підкаже правильний шлях. Ідіть на життя сміливо!", – каже про свою нову роботу Тіна Кароль
Саме пошуку та довірі своєму внутрішньому «я» присвячена нова пісня Тіни Кароль «Иди на жизнь».   
«Вона прийшла до мене спонтанно. Не я цю пісню писала, а Єгор Солодовников — автор «Сдаться ты всегда успеешь», — розповідає зірка. — Ніколи не пізно зазирнути всередину серця, почути маленького себе, свою внутрішню дитину і їй довіритися. А потім розплющити очі й сказати: все одно «иду на жизнь». Це емоційний, енергійний, танцювальний і мотиваційний сингл». 

## Відеокліп
Режисером кліпу виступила Polly Pierce та знімався у Лос-Анджелесі. Виконавчим продюсером кліпу виступила Ганна Пагава 
У музичному ролику Тіна співає у темряві і магнетизує сріблястим сяйвом: її рука наче облита блискітками. Як народився цей задум, зірка розповіла у прямому ефірі «Сніданку з 1+1»
Слова та музику написав Єгор Солодовников, автор знаменитого хіта співачки «Сдаться ты всегда успеешь» 

## Список композицій
| Цифрове завантаження, стримінг | Цифрове завантаження, стримінг | Цифрове завантаження, стримінг | Цифрове завантаження, стримінг | Цифрове завантаження, стримінг |
| #                              | Назва                          | Автор слів                     | Автор музики                   | Тривалість                     |
| ------------------------------ | ------------------------------ | ------------------------------ | ------------------------------ | ------------------------------ |
| 1.                             | «Иди на жизнь»                 | Єгор Солодовніков              | Єгор Солодовніков              | 3:39                           |

## Live виступи
16 жовтня 2019 року виступила на шоу «Світське життя» з Катериною Осадчою, співачка презентувала свою нову пісню "Иди на жизнь"
25 жовтня в прямому ефірі "Сніданок з 1 1", Тіна Кароль представила нову пісню "Иди на жизнь"
11 листопада на шоу «Танці зі зірками 2019» співачка виконала свою нову пісню-маніфест «Иди на жизнь» 
30 листопада з піснею "Иди на жизнь", виступила на музичній премії "M1 Music Awards" 
31 грудня в новорічному шоу "Привіт 20-і", на телеканалі "Україна", співачка виконала мікс зі своїх хітів "Вабити" і "Шиншила", а також нову композицію "Иди на жизнь". Цього ж дня виступила на шоу "Вечірній квартал". 
17 березня 2020 року в прямий ефірі "Сніданок з 1+1", Тіна Кароль виконала пісню "Иди на жизнь" в акустичній обробці. Для цього співачка сама навчилася грати на гітарі

## Чарти

### Щомісячні чарти
| Чарт (2019)                                | Найвища позиція |
| ------------------------------------------ | --------------- |
| Київ (Tophit City & Country Radio Hits)    | 29              |
| Україна (TopHit City & Country Radio Hits) | 24              |
| Україна (TopHit YouTube Hits)              | 59              |
| Україна (TopHit Radio & YouTube Hits)      | 44              |